# Christopher Street (Manhattan)
A Christopher Street New Yorkban, Manhattan egyik déli negyedében, Greenwich Village-ben található „meleg főutca” néven is emlegetett út, amelyen a mai napig megtalálható a Stonewall Inn. Itt volt a világ első – 1967-ben épült – homoszexuális illetve leszbikus könyveket árusító könyvesboltja, az Oscar Wilde Memorial Bookshop is, amely 2009-ben a válság miatt bezárt. A Stonewall-lázadás eredményeként az utca az 1970-es évek végére a New York-i melegmozgalom központjává vált. Az utca névadója Charles Christopher Amos, aki annak a földbirtoknak a tulajdonosa volt, amelyen később felépítették az utcát.